# Distretto di Zawiercie
Il distretto di Zawiercie (in polacco powiat zawierciański) è un distretto polacco appartenente al voivodato della Slesia.

## Geografia antropica

### Suddivisioni amministrative
Il distretto comprende 10 comuni.
- Comuni urbani: Poręba, Zawiercie
- Comuni urbano-rurali: Łazy, Ogrodzieniec, Pilica, Szczekociny
- Comuni rurali: Irządze, Kroczyce, Włodowice, Żarnowiec